# Euthypoda brunneotestacea
Euthypoda brunneotestacea är en insektsart som beskrevs av Lucien Chopard 1954. Euthypoda brunneotestacea ingår i släktet Euthypoda och familjen vårtbitare. Inga underarter finns listade i Catalogue of Life.